# Libertella dissepta
Libertella dissepta är en svampart som beskrevs av Petr. 1940. Libertella dissepta ingår i släktet Libertella och familjen Diatrypaceae.   Inga underarter finns listade i Catalogue of Life.